# Uwe Fleckner
Uwe Fleckner (* 1961) ist ein deutscher Kunsthistoriker.

## Leben
Fleckner studierte zwischen 1982 und 1988 Kunstgeschichte, Philosophie und Germanistik an der Ruhr-Universität Bochum und der Universität Hamburg und wurde  1991 mit der Arbeit "Abbild und Abstraktion. Die Kunst des Porträts im Werk von Jean-Auguste-Dominique Ingres" promoviert. Es folgten wissenschaftliche Stationen an der FU Berlin und am Deutschen Forum für Kunstgeschichte in Paris, wo Fleckner von 1997 bis 2002 als stellvertretender Direktor wirkte. 2002 erfolgte seine Habilitation mit der Arbeit "Carl Einstein und sein Jahrhundert, Fragmente einer intellektuellen Biografie". Von 2002 bis 2004 vertrat er eine Professur an der FU Berlin und gründete am dortigen Kunsthistorischen Institut 2003 die Forschungsstelle Entartete Kunst, deren Aufgabe es ist, Methoden der nationalsozialistischen Kunstpolitik, insbesondere der Beschlagnahme moderner Kunstwerke durch die Nationalsozialisten im Jahr 1937 aufzuarbeiten. Seit 2004 lehrt Fleckner als Professor für Kunstgeschichte an der Universität Hamburg und Leiter des Warburg-Hauses. Er ist Mitherausgeber der gesammelten Werke Carl Einsteins und Aby Warburgs.
2011 wurde Fleckner für drei Monate vom Department of German Studies als Gastprofessor der Gerda Henkel Stiftung an die Stanford University, Kalifornien, berufen. Er lehrte dort "German Expressionism and its Critics" und "Art in Public Spaces: Berlin 1980-2000".
Seine Arbeitsschwerpunkte sind Kunst und Kunsttheorie insbesondere der deutschen und französischen Kunst des 18. Jahrhunderts bis zur Gegenwart, Forschungen zu Carl Einstein und Aby Warburg, zur Gattung des Porträts, zur politischen Ikonographie sowie zur Geschichte der sogenannten Entarteten Kunst.
2023 veröffentlichte Fleckner seinen ersten Roman "Im Schatten der blauen Pferde", der von Franz Marcs verschollenem Gemälde Der Turm der blauen Pferde handelt.

## Veröffentlichungen (Auswahl)
- Abbild und Abstraktion. Die Kunst des Porträts im Werk von Jean-Auguste-Dominique Ingres. Mainz 1995 (Berliner Schriften zur Kunst, Bd. 5)
- Sarkis. Das Licht des Blitzes – Der Lärm des Donners. La lumière de l’éclair – Le bruit de tonnerre. Ausstellungskatalog Museum moderne Kunst, Palais Lichtenstein. Wien 1995, S. 39–46.
- Die Schatzkammer der Mnemosyne. Ein Lesebuch mit Texten zur Gedächtnistheorie von Platon bis Derrida. Als Herausgeber und mit einem Bildessay von Sarkis. Verlag der Kunst, Dresden 1995, ISBN 3-364-00358-0.
- Carl Einstein und sein Jahrhundert. Fragmente einer intellektuellen Biographie. Berlin 2006
- Sarkis. Ikonen. Ausstellungskatalog, Bode-Museum, Berlin 2007
- Kosmos Runge. Der Morgen der Romantik. Ausstellungskatalog, Hamburger Kunsthalle / Hypo-Kulturstiftung, München 2010–2011 mit Markus Bertsch, Jenns Howoldt u. Andreas Stolzenburg
- Abi Warburg: Bd. II.2 Bilderreihen und Ausstellungen. Als Herausgeber mit Isabella Woldt, Berlin 2012, (Gesammelte Schriften. Studienausgabe, Bd. II.2), ISBN 978-3-05-004268-8.
- Im Schatten der blauen Pferde. C.Bertelsmann, München 2023, ISBN 9783570104743.
- Pablo Picasso gegen den Tod. Hatje Cantz, Berlin 2025, ISBN 978-3-77575656-3.